# Theo Knorr
Theo Knorr (* 2. August 1923 in Essen; † 11. Dezember 2012) war ein deutscher Politiker (SPD) und Oberbürgermeister der Stadt Bottrop.

## Leben
Bereits 1924 zog Knorr mit seinen Eltern von Essen nach Bottrop, sein Vater war zu dieser Zeit als Bergmann beschäftigt.

## Politik
1957 trat Knorr in die SPD ein.  Für die SPD  gehörte er von 1961 bis 1979 mit kurzen Unterbrechungen dem Rat der Stadt Bottrop an. Von 1975 bis 1976 war er Oberbürgermeister der Stadt Bottrop. Durch die kommunalen Neuordnung gehörten zu diesem Zeitpunkt Gladbeck und Kirchhellen zu Bottrop (Glabotki). Knorr setzte sich parteiintern beim Vorschlag zur Wahl zum Oberbürgermeister mit 116 zu 106 Stimmen gegen den bisherigen Amtsinhaber Ernst Wilczok durch. Im Rat wurde er dann mit 32 von 59 Stimmen gewählt. Durch das Nikolausurteil vom 6. Dezember 1975 wurde die Gebietsreform rückgängig gemacht. Im Jahr 1976 löste Wilczok Knorr als Oberbürgermeister wieder ab.